# Leve Friheden
Leve Friheden (originaltitel À Nous la Liberté) er en fransk Komediemusical fra 1931 instrueret af René Clair, der også skrev filmens Manuskript. Filmen har Henri Marchand, Raymond Cordy og Rolla France i hovedrollerne. Musikken blev komponeret af Georges Auric.
Filmen handler om to fanger, der flygter fra fængslet for at søge efter et bedre liv.
Scenografen Lazare Meerson blev nomineret til en Oscar for bedste scenografi ved Oscaruddelingen 1932 for sit arbejde med filmen.